# نورماندي-نيمان

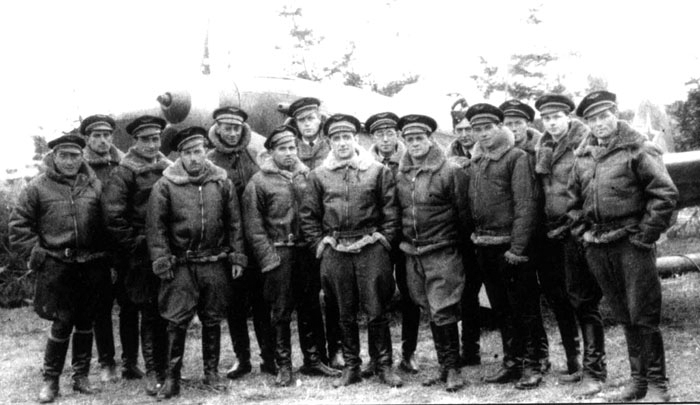

فوج نورماندي-نيمان (بالروسية: Нормандия-Неман، بالفرنسية: Normandie-Niémen) سرب قتالي تحوّل لاحقا إلى فوج (من ثلاثة أسراب) تابع للقوات الجوية الفرنسية، شارك في معارك الجبهة الشرقية للمسرح الأوروبي أثناء الحرب العالمية الثانية بالمشاركة مع الجيش الجوي الأول، وترجع شهرة الفوج نورماندي-نيمان كونه واحد من وحدتي قتال جويتين من جيوش الحلفاء الأوروبيين الغربيين المشاركين على الجبهة الشرقية للحرب العالمية الثانية بجانب الجناح 151 لسلاح الجو الملكي البريطاني كما كان فوج نورماندي-نيمان الوحيد الذي قاتل بجانب السوفيت حتى نهاية الحرب في أوروبا.
تكونت الوحدة منتصف عام 1943 أثناء الحرب العالمية الثانية من طيارين مقاتلين فرنسيين أُرسلوا إلى الجبهة الشرقية لمساعدة السوفيت بناء على رغبة الجنرال شارل ديغول قائد قوات فرنسا الحرة والذي ارتئى ضرورة مشاركة الجنود الفرنسيين على جميع جبهات الحرب العالمية الثانية.
في البداية عُرف الفوج نورماندي-نيمان باسم GC3 (بالفرنسية: Groupe de Chasse 3) أو المجموعة القتالية الثالثة تحت قيادة جان تولازن، وشارك الفوج في ثلاث معارك نيابة عن الاتحاد السوفيتي خلال الفترة ما بين 22 مارس 1943 وحتى 9 مايو 1945، نجحت خلالها في تدمير 273 طائرة للعدو ونالت العديد من الأوسمة والنياشين سواء من فرنسا أو الاتحاد السوفيتي بما في ذلك وسام فيلق الشرف الفرنسي ووسام الراية الحمراء السوفيتي، من جانبه منح جوزيف ستالين الفوج اسم نيمان بعد مشاركته في معركة نهر نيمان.
وبحلول عام 2005 تغيّر اسم الفوج إلى 2/30 مستخدما طائرات داسو ميراج إف1، وفي عام 2010 تم حل الفوج ولكن أُعيد تكوينه مرة أخرى مطلع 2011.

## مطبوعات
- Normandie Niemen, Yves Courrière, Omnibus, 2004 ISBN 2-258-06171-7
- Un du Normandie-Niemen, Roger Sauvage, Poche, 1971 ISBN B0000DOP3V
- French Eagles Soviet Heroes, John D. Clark, Sutton, 2005 ISBN 0-7509-4074-3

## شرائط الأخبار
- Arrival of the Normandie-Niemen Regiment at Stuttgart, RETOUR DE L'ESCADRILLE NORMANDIE-NIEMEN Les Actualités Françaises – 29 June 1945), French national audiovisual institute INA.

## وصلات خارجية
- الموقع الرسمي للفوج (بالفرنسية)
- الموقع الرسمي للمتحف (بالفرنسية)
- The President of France gives award to Russian air regiment "Normandia-Neman" وكالة Lenta.Ru الإخبارية (بالروسية)
- Last remaining Normandie Niemen Yakovlev 3 on static display at Le Bourget Air and Space Museum/Musée de l’air et de l’espace